# Kanaliten

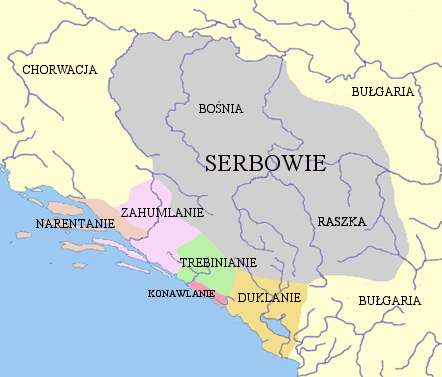
Kanaliten (rot)

Die Kanaliten (griechisch Καναλῖται) waren ein südslawischer Stamm in der heutigen Herzegowina.
Konstantin VII. schrieb um 950, die Kanaliten bewohnten mit den Trawuniern dasselbe Land und seien Nachkommen der ungetauften Serben, die im 7. Jahrhundert auf den Balkan gekommen seien. Weitere Nachrichten sind über sie nicht überliefert.